# Integrierte Mikrowellenschaltung

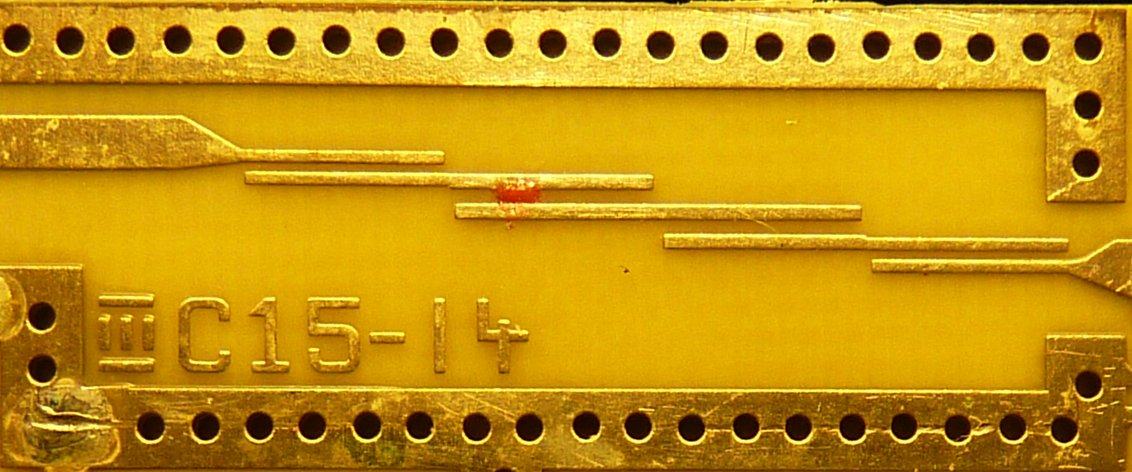
Eine einfache MIC-Schaltung, hier ein Bandpassfilter

Integrierte Mikrowellenschaltungen (englisch Microwave integrated circuits), kurz MICs, sind eine spezielle Klasse von Hochfrequenz- (HF-) und Mikrowellen-Schaltungen, bei denen die elektrischen Leitungsstrukturen sowie einige passive Schaltungsteile, wie Widerstände und Kondensatoren, planar integriert sind, nicht jedoch aktive Bauelemente, wie beispielsweise Transistoren.

## Abgrenzung
Zu unterscheiden sind die MICs, wie die integrierten Mikrowellenschaltungen abgekürzt bezeichnet werden, einerseits von den MMICs, also den auf Halbleiter-Substrat monolithisch integrierten Schaltungen (englisch Monolithic microwave integrated circuits), und andererseits von den konventionellen nichtintegrierten Schaltungen, beispielsweise mit Koaxialleitungen oder Hohlleitern und diskreten Komponenten. Hier nehmen die integrierten Mikrowellenschaltungen sozusagen eine Mittelstellung ein.
Während bei den MMICs sämtliche Komponenten, sowohl passive als auch aktive, im Substrat integriert sind, was aufgrund der Verwendung von Halbleitersubstraten möglich ist, bestehen die Substrate von MICs aus nichtleitenden Dielektrika, beispielsweise aus Aluminiumoxid-Keramik (Al2O3, englisch alumina) oder aus Teflon.
Ferner sind MICs zu unterscheiden von den „gewöhnlichen“ integrierten Schaltungen (ICs), den sogenannten Chips, die in mannigfachen Ausgestaltungen in unzähligen elektronischen Geräten aller Art aus unserem Alltag nicht mehr wegzudenken sind. Diese unterscheiden sich unter anderem durch den (etwas) niedrigeren Frequenzbereich gegenüber den MICs.

## Aufbau

Ein Microstrip-Richtkoppler

Zur Realisierung der Leitungsstrukturen auf MICs bestehen unterschiedliche Möglichkeiten. Dazu gehören die Mikrostreifenleitung (englisch microstrip), die Schlitzleitung (englisch slotline) und Koplanarleitung (englisch coplanar).
Typische Beispiele für planar integrierte Schaltungskomponenten (außer den Leitungen) sind Signalteiler, Leistungsteiler, Richtkoppler (Bild rechts), Bandpassfilter (Bild oben), Bandsperren und Tiefpassfilter.
Im Vergleich zur Wellenlänge kleine Bauelemente (englisch lumped elements), auch aus Halbleitern, beispielsweise Dioden, können auf die planaren Strukturen aufgebracht werden und erweitern so Funktionsvielfalt und Anwendungsmöglichkeiten von MICs.